# Catedral de Santiago (Orlando)
La Catedral de Santiago (en inglés: St. James Cathedral) es una iglesia situada en el 215 North Orange Avenue en el distrito central de negocios de Orlando, Florida, que funciona como la sede de la diócesis de Orlando, en Estados Unidos. Su actual rector es el padre John McCormick. El obispo es John Noonan. La parroquia opera la escuela de la catedral de St. James en la cercana calle Robinson, que ofrece clases desde preescolar hasta el octavo grado.
La parroquia de Santiago (St. James Parish) tiene sus raíces el 20 de mayo de 1881, cuando el obispo John Moore, de la Diócesis de San Agustín, que cubría todo el estado de Florida, compró un terreno para establecer la primera iglesia católica en la zona.
Cuando la Diócesis de Orlando fue separada de la Diócesis de San Agustín el 18 de junio de 1968, la iglesia de San Carlos Borromeo fue seleccionada como la catedral. Fue destruida en un incendio el 1 de octubre de 1976. La catedral fue trasladada a la iglesia de Santiago en ese momento.
La diócesis realizó mejoras a la catedral en 2010. El edificio actualizado contenía un nuevo vitral que conmemora la contribución del obispo Thomas Wenski a la modernización en el edificio.